# Industrie- und Handelskammer zu Lübeck

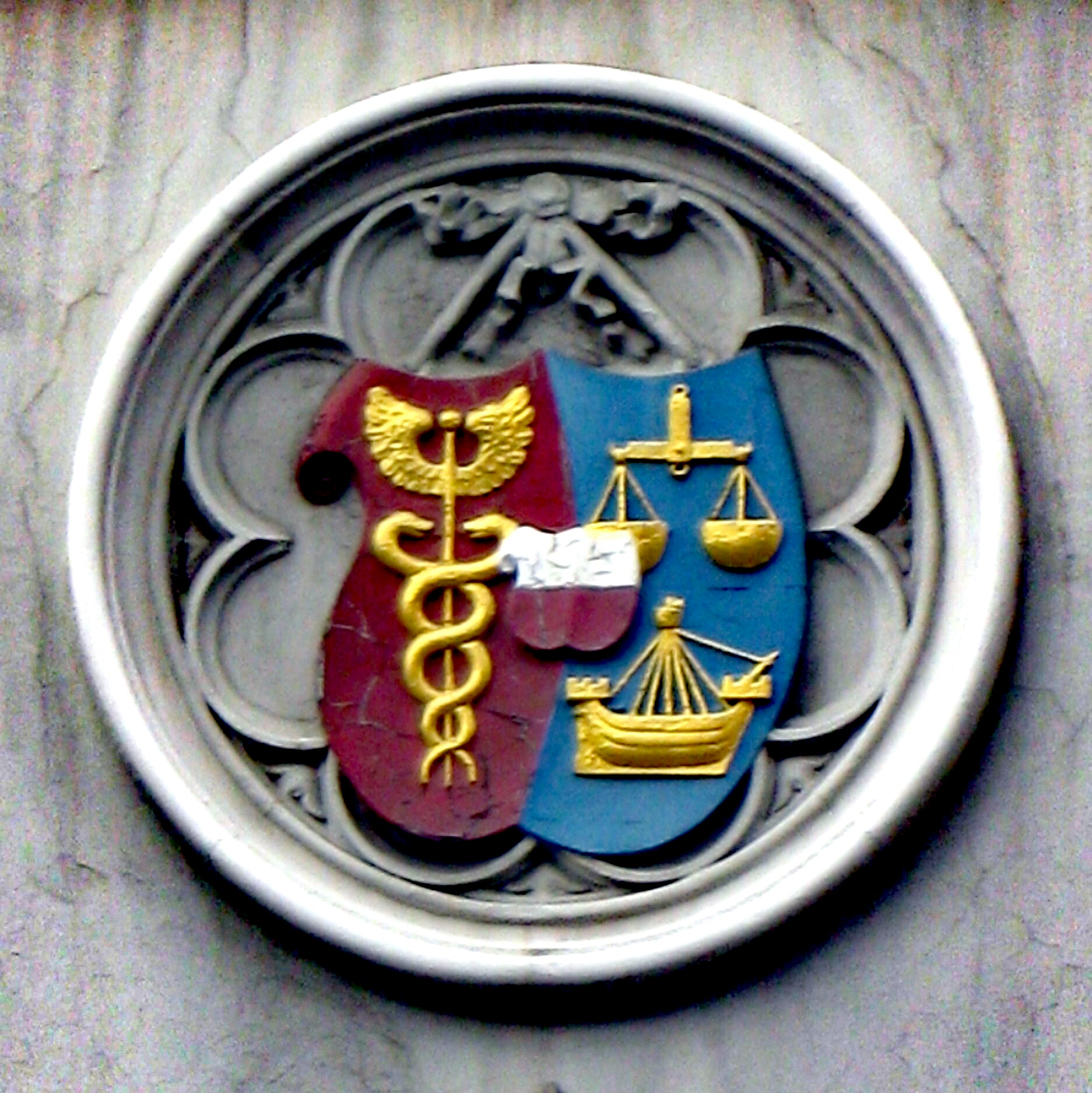
Historisches Wappen der IHK Lübeck

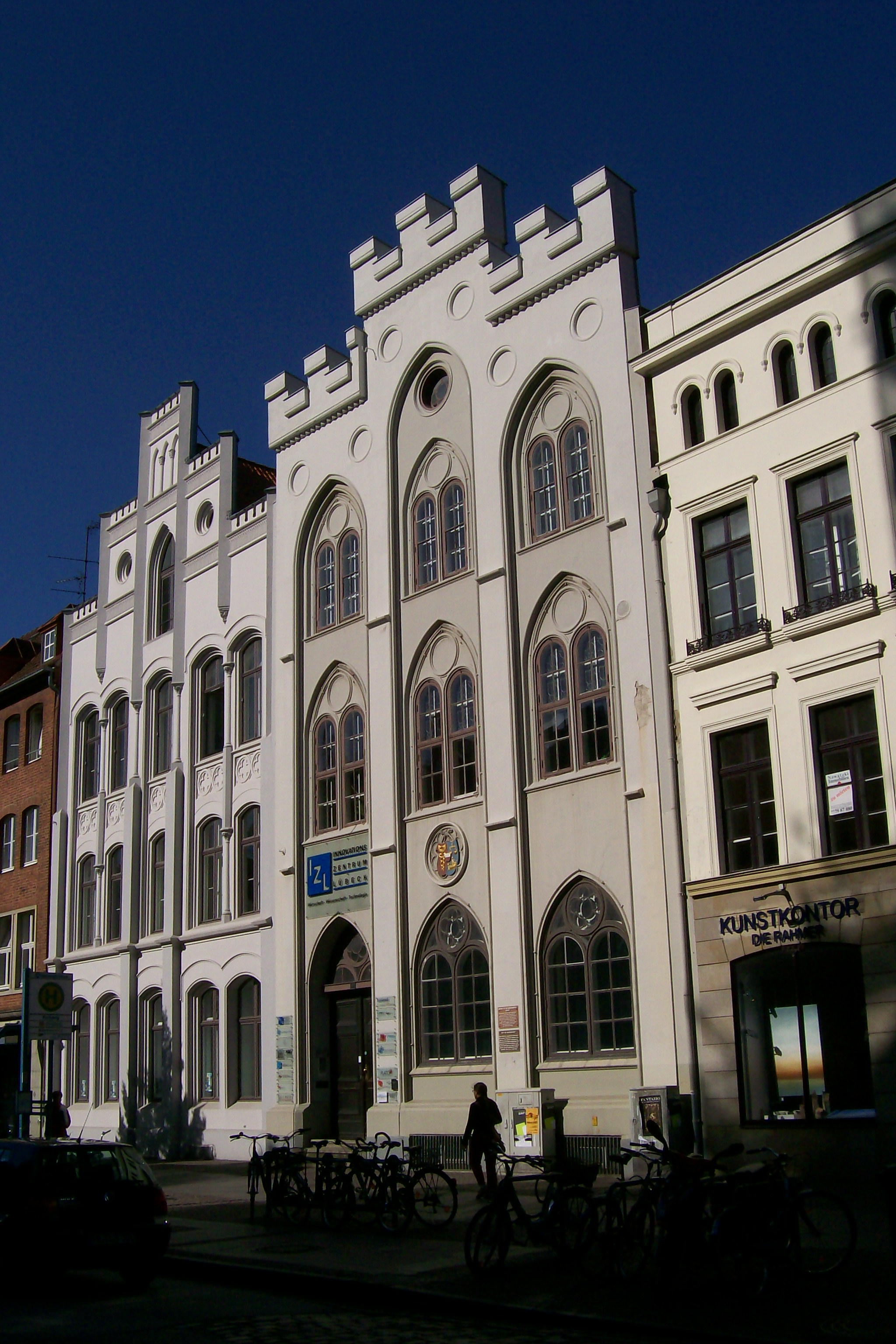
Historischer Sitz der IHK im Haus der Kaufmannschaft (Lübeck) in der Breiten Straße

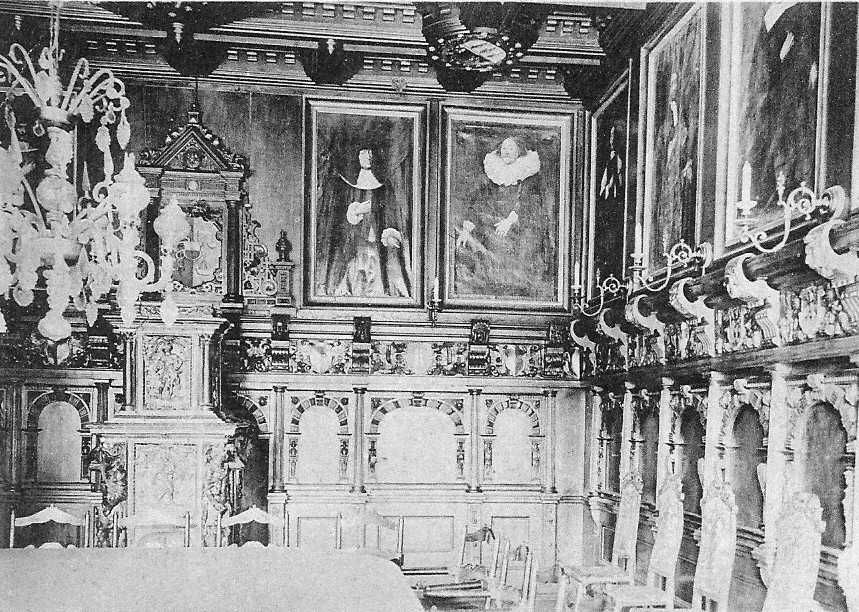
Sitzungssaal der Handelskammer zu Lübeck

Die Industrie- und Handelskammer zu Lübeck (kurz: IHK zu Lübeck) ist die Industrie- und Handelskammer für Lübeck sowie die Kreise Herzogtum Lauenburg, Ostholstein, Segeberg und Stormarn. Die IHK hat ihren Sitz in Lübeck. Ihr gehören über 65.000 Mitgliedsunternehmen an (Stand 2016).

## Geschichte
Im Jahre 1853 schlossen sich die Kaufleute der Freien und Hansestadt Lübeck zur Kaufmannschaft zu Lübeck zusammen und bestellten die Handelskammer zu ihrem Vorstand. Die Strukturen der Selbstverwaltung der Wirtschaft gehen in Lübeck bis in das Jahr 1378 zurück. 
1934 erfolgte per Gesetz die Umbenennung in Industrie- und Handelskammer und 1937 die Neuorganisation in eine Flächenkammer. Der IHK-Bezirk umfasste damit den Stadtkreis Lübeck und die heutigen vier Kreise Ostholstein, Segeberg, Stormarn und Herzogtum Lauenburg. Im März 1942 ging die IHK zu Lübeck ein in die Gauwirtschaftskammer Schleswig-Holstein mit Sitz in Lübeck, dem wirtschaftlichen Schwerpunkt des Landes. Im Oktober 1948 wählten Gewerbetreibende erstmals nach dem Krieg eine Vollversammlung, damals noch in freier Mitgliedschaft. 
Um neue technisch-orientierte Betriebe zu gründen und Arbeitsplätze zu schaffen, initiierte die IHK 1986 die Gründung des Technikzentrums Lübeck. Heute engagiert sich die IHK für die Förderung der festen Fehmarnbelt-Querung, die im Jahr 2029 Fehmarn und Dänemark verbinden soll.

## Organisation
Das höchste Organ der IHK ist die Vollversammlung. Sie wählt das ehrenamtliche Präsidium bestehend aus dem Präses und die sieben Vicepräsides. Die Vicepräsides beraten den Präses. Gemeinsam bestimmen sie die Arbeitsschwerpunkte der IHK und bereiten die Beschlüsse der Vollversammlung vor. Der Präses leitet die IHK zusammen mit dem hauptamtlichen Hauptgeschäftsführer. 
Die Wahl erfolgt in Wahlgruppen nach Branchen. Jedes Mitgliedsunternehmen besitzt eine Stimme zur Wahl der Vollversammlung. Das Stimmgewicht jedes Unternehmens hängt ausschließlich von der Wahlgruppe ab und unterscheidet sich um das Vielfache. Die Einteilung der Wahlgruppen und die Anzahl der Sitze bestimmt jeweils die scheidende Vollversammlung auf Vorschlag des Wahlgruppenausschusses bereits vor der Wahl. Die Vollversammlung wird auf sechs Jahre gewählt.
In den Kreisen Herzogtum Lauenburg, Ostholstein, Segeberg und Stormarn gibt es IHK-Wirtschaftsbeiräte, die regionale Themen bearbeiten.
Hauptgeschäftsführer der Industrie- und Handelskammer zu Lübeck und seit Januar 2007 zusätzlich der IHK Schleswig-Holstein war in der Zeit von Oktober 2006 bis 2010 der vormalige Wirtschafts- und Verkehrsminister von Schleswig-Holstein Bernd Rohwer. Er stellte diese Aufgaben 2010 zur Verfügung. Seit 2013 bekleidet Lars Schöning das Amt des Hauptgeschäftsführers. Als erste Frau in diesem Amt wählte die Vollversammlung im Februar 2013 die Unternehmerin Friederike C. Kühn zur neuen Präses. Ihr folgte 2022 Hagen Goldbeck.

## Geschäftsfelder
Die inhaltliche Arbeit der IHK zu Lübeck gliedert sich in sieben Geschäftsfelder:
1. Standortpolitik
2. Existenzgründung und Unternehmensförderung
3. Aus- und Weiterbildung
4. Innovation und Umwelt
5. Internationales
6. Recht und Steuern
7. Geschäftsbereich Region mit den Geschäftsstellen Ahrensburg und Norderstedt.

## Aufgaben

Logo

Die Aufgaben der IHK sind die Vertretung der Interessen der regionalen Wirtschaft gegenüber Politik und Verwaltung, die Serviceleistungen für die Mitglieder und Kunden sowie die Erfüllung hoheitlicher Aufgaben, besonders im Bildungsbereich. Gemäß Gesetz und Satzung ist es die Aufgabe der IHK, die gewerbliche Wirtschaft in ihrem Bezirk zu fördern, für das Gesamtinteresse aller IHK-zugehörigen Firmen einzutreten, die wirtschaftlichen Interessen einzelner Branchen und Betriebe ausgleichend und abwägend zu berücksichtigen sowie Anstand und Sitte des „Ehrbaren Kaufmannes“ zu wahren. 
Außerdem treibt die IHK zu Lübeck mit zwei regionalen Geschäftsstellen und einem Regionalbüro den Regionsbildungsprozess voran und unterstützt die von der Wirtschaft ihres Bezirks getragene Initiative HanseBelt.

## Geschäftszahlen
Die Einnahmen der IHK zu Lübeck betrugen im Jahr 2009 rund 9,07 Millionen Euro aus Beiträgen der knapp 69.000 Mitglieder und 1,3 Millionen Euro aus Gebühren. Der Umlagesatz für die Mitglieder liegt mit 0,15 Prozent des Gewerbeertrags unter dem Bundesdurchschnitt von 0,23 Prozent. 96 Voll- und Teilzeitkräfte sowie zehn Auszubildende arbeiten für die IHK zu Lübeck.

## Hoghehus

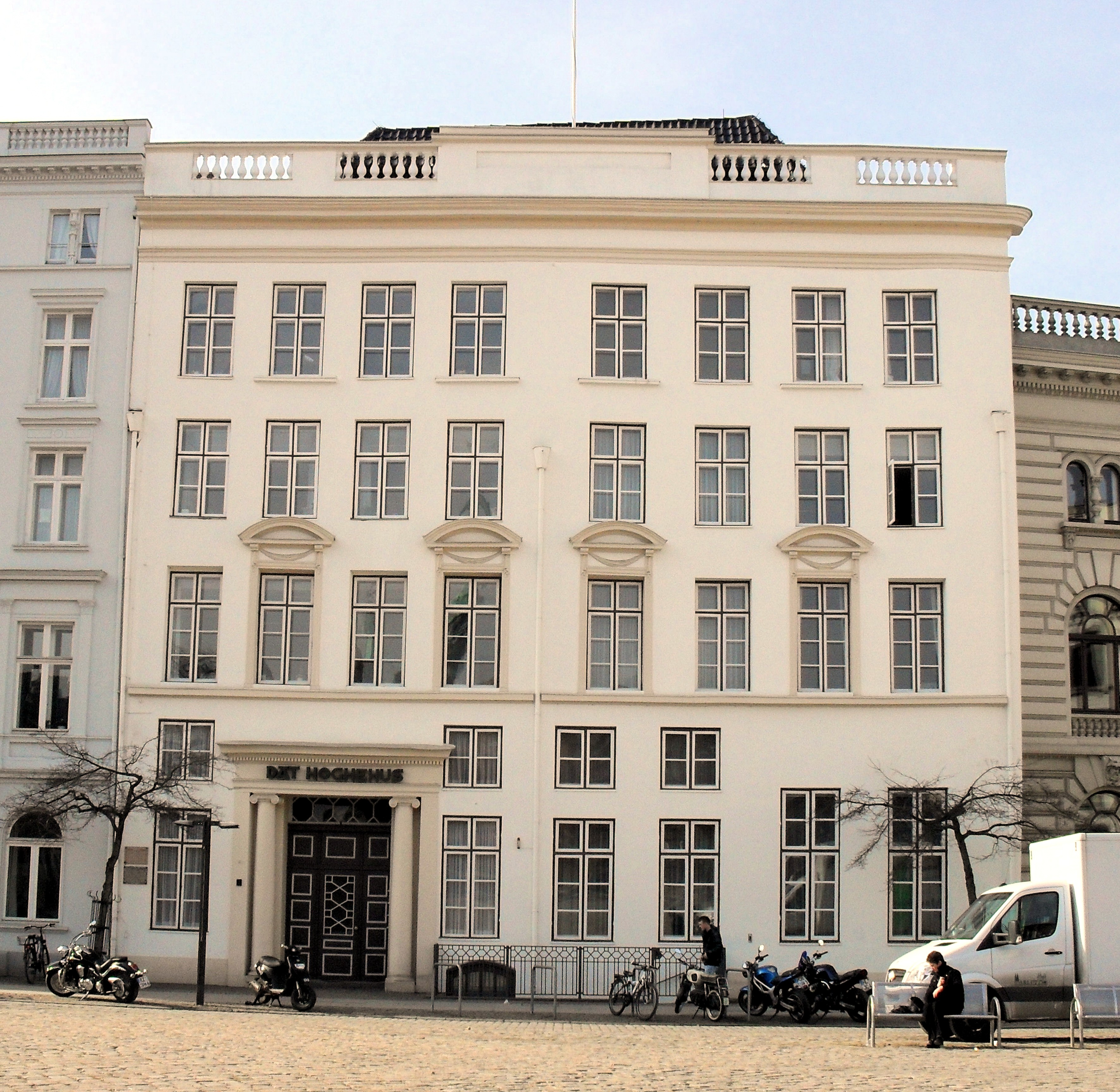
Hoghehus

Neben dem Verwaltungsgebäude der IHK in der Fackenburger Allee unterhielt die IHK von 1979 bis 2015 als Eigentum das von 1983 bis 1985 grundlegend sanierte Hoghehus am Koberg als Tagungsgebäude für Schulungen und Veranstaltungen im Weltkulturerbe der Lübecker Altstadt.